# Upadek Berlina
Upadek Berlina (org. Падение Берлина) – radziecki, dwuczęściowy film wojenny z 1949 roku w reż. Michaiła Cziaureliego.

## Opis fabuły
Lato 1941 roku. Spokojne życie obywateli Związku Radzieckiego pod przywództwem Stalina przerywa niespodziewany najazd armii Hitlera. Prące szybko do przodu niemieckie oddziały, paląc i mordując, po trzech miesiącach docierają do Moskwy. Jednak w momencie, gdy Hitler w Berlinie przyjmuje gratulacje z okazji zwycięstwa nad bolszewizmem od ambasadorów państw imperialistycznych (w tym również od Watykanu) Rosjanie odpierają ofensywę. Po konsultacji z Evą Braun Hitler postanawia uderzyć na południe, by pod miastem noszącym imię Stalina (Stalingradem) ostatecznie pokonać swojego wroga. Wszystkie wojskowe działania Hitlera na wschodzie są po cichu wspierane przez brytyjskie kręgi przemysłowe, które zaopatrują go w strategiczne surowce. Pod Stalingradem armia Hitlera ponosi jednak druzgocącą klęskę, a Armia Czerwona przechodzi do kontrofensywy, w wyniku której dochodzi aż do Wisły. Sojusznicy spotykają się na konferencji w Jałcie, gdzie zdecydowana postawa Stalina, pomimo nieprzychylności Roosevelta, a zwłaszcza Churchilla, przesądza o dalszym biegu wojny – ofensywie na Berlin i nowym kształcie powojennej Europy.
Wkrótce Stalin przedstawia swoim generałom plan operacji berlińskiej. Potężne armie Żukowa i Rokossowskiego forsują Odrę i po ciężkich walkach docierają do stolicy III Rzeszy. Tam, na wpół obłąkany Hitler, zdradzony przez najbliższych współtowarzyszy (Göringa i Himmlera), pojmując przedtem Evę Braun za żonę, popełnia wraz z nią samobójstwo zażywając truciznę. Oddziały radzieckie po ciężkich bojach w mieście zdobywają Reichstag, a III Rzesza ogłasza bezwarunkową kapitulację. Do upojonych zwycięstwem żołnierzy radzieckich, witany przez nich entuzjastycznie, przylatuje sam towarzysz Stalin.
W „historyczną” fabułę filmu wplecione są osobiste przeżycia odlewnika-przodownika pracy, a później sierżanta Armii Czerwonej Iwanowa, który przechodzi cały szlak bojowy od Stalingradu do Berlina. Tam natrafia na swoją ukochaną Nataszę, z którą został rozdzielony w pierwszych dniach wojny i która przebywała w obozie koncentracyjnym pod Berlinem.

## Obsada aktorska
- Micheil Gelowani – Stalin
- Aleksiej Gribow – Woroszyłow
- Nikołaj Ryżow – Kaganowicz
- Aleksandr Chanow – Beria
- Gawriił Biełow – Kalinin
- Maksim Sztrauch – Mołotow
- Ruben Simonow – Mikojan
- Fiodor Błażewicz – Żukow
- Andriej Abrikosow – Antonow
- Konstantin Batraszewicz – Sokołowski
- Siergiej Blinnikow – Koniew
- Boris Liwanow – Rokossowski
- Władimir Lubimow – Wasilewski
- Boris Tienin – Czujkow
- Michaił Sidorkin – Sztiemienko
- Oleg Frielich – Roosevelt
- Wiktor Stanicyn – Churchill
- Władimir Sawieliew – Hitler
- Maria Nowakowa – Eva Braun
- Jan Werich – Göring
- Nikołaj Pietrukin – Goebbels
- Władimir Kenigson – Krebs
- Nikołaj Płotnikow – Brauchitsch
- Władimir Pokrowski – Jodl
- Dmitrij Dubow – Jegorow
- Gieorgij Tatiszwili – Kantaria
- Boris Andriejew – Iwanow
- Marina Francewna Kowalowa(inne języki) – Natasza
- Nikołaj Bogolubow – dyrektor stalowni Kumczyński

i inni.

## O filmie
Jest to epicka epopeja filmowa zrealizowana przez czołowego apologetę Stalina, gruzińskiego reżysera Michaiła Cziaureliego, budująca kult jednostki „genialnego wodza narodu” i stratega. Obraz powstał z myślą o piątej rocznicy zwycięstwa nad faszyzmem. Stalin osobiście nadzorował produkcję filmu: zatwierdził jego scenariusz, obsadę aktorską oraz budżet.
Sceny z walk w Berlinie kręcone były w autentycznych plenerach stolicy Niemiec w zaledwie cztery lata po zakończeniu walk. Studio Filmowe Barrandov w Pradze stworzyło największą w swojej ówczesnej historii makietę ruin Berlina w końcu wojny, która zajęła 2000 m².
Po śmierci „wodza” film został zdjęty z ekranów (pomimo dość dużej widowni – w 1950 roku obejrzało go ponad 38 milionów widzów) i nie był emitowany aż do upadku Związku Radzieckiego. Po 1990 był kilkakrotnie pokazywany w różnych rosyjskich stacjach telewizyjnych (min. RTR, NTV), na ogół z okazji Dnia Zwycięstwa, rocznicy ataku Niemiec na ZSRR lub w cyklach poświęconych historii kina. W 2000 roku film ukazał się na płycie DVD.